# Heptamelus dahlbomi
Heptamelus dahlbomi är en stekelart som först beskrevs av Thomson 1870.  Heptamelus dahlbomi ingår i släktet Heptamelus, och familjen bladsteklar. Enligt den finländska rödlistan är arten nära hotad i Finland. Arten är reproducerande i Sverige. Artens livsmiljö är fuktiga lundar.